# Isognomostoma
Isognomostoma is een monotypisch geslacht van weekdieren uit de klasse van de Gastropoda (slakken). Dit geslacht kent slechts een soort, Isognomostoma isognomostomos (Schröter, 1784)

## Soorten
Soorten binnen het geslacht Isognomostoma zijn onder meer:
- Isognomostoma isognomostomos (Schröter, 1784)

Synoniemen
- Isognomostoma holosericum (S. Studer, 1820): synoniem van Causa holosericea (S. Studer, 1820)
- Isognomostoma isognomostoma (Schröter, 1784): synoniem van Isognomostoma isognomostomos (Schröter, 1784)